# فيتور كامبوس
فيتور كامبوس هو لاعب كرة قدم برتغالي في مركز الهجوم، ولد في 11 مارس 1947 في البرتغال، وتوفي في 8 مارس 2019. شارك مع منتخب البرتغال لكرة القدم. أما مع النوادي، فقد لعب مع أكاديميكا كويمبرا.

## وصلات خارجية
- فيتور كامبوس على موقع قاعدة بيانات كرة القدم.إي يو (الإنجليزية)
- فيتور كامبوس على موقع ناشيونال فوتبول تيمز (الإنجليزية)
- فيتور كامبوس على موقع عالم كرة القدم.نت (الإنجليزية)